# Europa Cup i ishockey 1967-68
Europa Cup 1967-68 var den tredje udgave af Europa Cup'en i ishockey, arrangeret af International Ice Hockey Federation. Turneringen blev spillet i perioden fra oktober 1967 til 6. april 1968 og havde deltagelse af 16 klubhold fra 15 forskellige nationer.
Turneringen blev vundet af TJ ZKL Brno fra Tjekkoslovakiet, som i finalen besejrede landsmændene fra ASD Dukla Jihlava med 6-3 over to kampe, og som dermed forsvarede sin titel fra den foregående sæson. Det var tredje sæson i træk, at det tjekkoslovakiske hold vandt turneringen.

## Format og hold
De nationale mestre i sæsonen 1966-67 i IIHF's medlemslande i Europa kunne deltage i turneringen, sammen med den forsvarende mester, TJ ZKL Brno. Turneringen blev afviklet som en cupturnering. Hvert opgør blev afgjort over to kampe, idet holdene mødtes på både hjemme- og udebane, og opgørene blev afgjort i form at summen af de to resultater. Hvis dysten endte uafgjort, blev opgøret afgjort i straffeslagskonkurrence umiddelbart efter den sidste kamp.
| - SG Cortina - Chamonix HC - Ferencvárosi TC - HK CSKA Sofia - EC KAC - EHC Kloten - Legia Warszawa - Gladsaxe SF | - HK Jesenice - Vålerenga IF - Porin Ässät - Düsseldorfer EG - SC Dynamo Berlin - Brynäs IF - TJ ZKL Brno (forsvarende mester) - ASD Dukla Jihlava |

De to tjekkoslovakiske hold trådte først ind i turneringen i semifinalerne, mens de andre 14 hold spillede om de sidste to ledige pladser i semifinalerne.

## Resultater

### Første runde
Kampene i første runde blev spillet i oktober og november 1967.
| Datoer | Datoer | Hjemmehold i 1.kamp | Hjemmehold i 2.kamp | Total | 1.kamp       | 2.kamp       |
| ------ | ------ | ------------------- | ------------------- | ----- | ------------ | ------------ |
|        |        | Porin Ässät         | Legia Warszawa      | 12−5  | 6−3          | 6−2          |
|        |        | Gladsaxe SF         | Vålerenga IF        | 2−27  | 1−12         | 1−15         |
| 13.10. | 14.10. | Düsseldorfer EG     | Chamonix HC         | 16−5  | 8−2          | 8−3          |
|        |        | HK CSKA Sofia       | HK Jesenice         | 6−13  | 3−5          | 3−8          |
| 10.11. | 18.11. | EC Klagenfurter AC  | Ferencvárosi TC     | 10−5  | 6−2          | 4−3          |
|        |        | EHC Kloten          | SG Cortina          | w.o.  | Ikke spillet | Ikke spillet |

### Anden runde
Anden runde blev spillet i november og december 1967.
| Datoer | Datoer | Hjemmehold i 1.kamp | Hjemmehold i 2.kamp | Total | 1.kamp | 2.kamp |
| ------ | ------ | ------------------- | ------------------- | ----- | ------ | ------ |
|        |        | Porin Ässät         | Vålerenga IF        | 15−5  | 7−2    | 8−3    |
|        |        | Düsseldorfer EG     | HK Jesenice         | 7−11  | 4−4    | 3−7    |
| 6.11.  | 8.12.  | Brynäs IF           | SC Dynamo Berlin    | 7−7   | 4−3    | 3−4    |
| 11.12. | -      | EHC Kloten          | EC Klagenfurter AC  | 4−11  | 4−6    | 0−5    |

### Kvartfinaler
Kvartfinalerne blev spillet i december 1967 og januar 1968.
| Datoer | Datoer | Hjemmehold i 1.kamp | Hjemmehold i 2.kamp | Total | 1.kamp | 2.kamp |
| ------ | ------ | ------------------- | ------------------- | ----- | ------ | ------ |
| 23.12. | 10.1.  | HK Jesenice         | EC Klagenfurter AC  | 7−8   | 1−3    | 6−5    |
|        |        | SC Dynamo Berlin    | Porin Ässät         | 8−6   | 5−0    | 3−6    |

### Semifinaler
I semifinalerne trådte de forsvarende mestre, TJ ZKL Brno, og de tjekkoslovakiske mestre ASD Dukla Jihlava, ind i turneringen.
| Datoer | Datoer | Hjemmehold i 1.kamp | Hjemmehold i 2.kamp | Total | 1.kamp | 2.kamp |
| ------ | ------ | ------------------- | ------------------- | ----- | ------ | ------ |
| 19.1.  | 21.1.  | EC Klagenfurter AC  | TJ ZKL Brno         | 10−11 | 5−6    | 5−5    |
|        |        | ASD Dukla Jihlava   | SC Dynamo Berlin    | 10−5  | 5−1    | 5−4    |

### Finale
| Datoer | Datoer | Hjemmehold i 1.kamp | Hjemmehold i 2.kamp | Total | 1.kamp | 2.kamp |
| ------ | ------ | ------------------- | ------------------- | ----- | ------ | ------ |
| 3.4.   | 6.4.   | TJ ZKL Brno         | ASD Dukla Jihlava   | 6−3   | 3−0    | 3−3    |